# Driven (film, 2001)
Pour les articles homonymes, voir Driven et À toute vitesse.
Pour plus de détails, voir Fiche technique et Distribution.
Driven ou À toute vitesse au Québec (Driven) est un film américano-australo-canadien réalisé par Renny Harlin, sorti en 2001.
Il s'agit d'un film se déroulant dans l'univers du Champ Car (Championship Auto Racing Teams).

## Synopsis
L'Allemand Beau Brandenburg (Til Schweiger), champion en titre, domine le début de la saison 2000 de Champ Car avec son écurie Chip Ganassi Racing. Mais un jeune rookie de l'écurie Pacwest Racing, Jimmy Bly (Kip Pardue), se révèle peu à peu. Après quelques victoires, il fait même rapidement jeu égal avec Brandenburg. Cette rivalité pour le titre de champion CART a des conséquences sur les deux pilotes. Désirant renouer sans tarder avec le succès, le champion allemand rejette sa fiancée Sophia Simone (Estella Warren) qui se rapproche ensuite de Jimmy. Celui-ci, manquant de confiance en lui, subit les pressions de son patron, Carl Henry (), de son frère ainé et manager Demille (Robert Sean Leonard), et aussi de Brandenburg en piste. Après que Jimmy est parti à la faute sur quelques épreuves, permettant à l'Allemand de s'installer solidement en tête du championnat, Carl Henry rappelle son ancien pilote vedette, Joseph « Joe » Tanto (Sylvester Stallone), retiré des circuits après un grave accident. Celui-ci prend, à partir de la course de Toronto, la place du coéquipier de Jimmy, Memo Moreno (Cristián de la Fuente), afin de l'aider à remporter le championnat. Mis sur la touche, Moreno semble ne pas en vouloir à Joe de lui prendre sa place, mais son épouse, Cathy Heguy (Gina Gershon), qui est l'ex-compagne de Joe, est furieuse vis-à-vis de lui. La mission de l'ancien pilote ne s'annonce pas simple, d'autant plus que Jimmy, couvé par son frère, n'est pas disposé à suivre ses conseils.
Lors de la course de Toronto, Jimmy se retrouve en tête à quelques tours de l'arrivée, mais restant sous la menace de Brandenburg. Carl Henry décide de rappeler Joe aux stands pour un ravitaillement et de le relâcher juste devant l'Allemand afin de le gêner. Cette stratégie permet à Jimmy Bly de s'imposer et de revenir à hauteur de son rival au classement du championnat. Les protagonistes partent ensuite pour le Japon, où la course suivante doit se dérouler sur l'ovale de Twin Ring Motegi. Brandenburg entend prendre sa revanche et se prépare assidument en vue de cette épreuve, tandis que Joe lui conseille de se réconcilier avec Sophia, visiblement toujours amoureuse de lui bien qu'elle fréquente Jimmy. Lors de la course, la lutte reprend entre les deux protagonistes, Jimmy mène devant son rival allemand qui lui met la pression et parvient à le dépasser. Jimmy tente désespérément de repasser en tête mais, dans le dernier tour, il finit par perdre le contrôle de sa voiture et est victime d'un spectaculaire accident, heureusement sans gravité. Après la course de Motegi, il ne reste plus que deux épreuves à disputer, le Grand Prix d'Allemagne et celui de Detroit. Avant ces courses, les pilotes se retrouvent à Chicago pour une soirée de gala pour présenter les futures monoplaces de la série. Mais la soirée se passe mal pour Jimmy. Alors qu'il répond à un journaliste, Beau Brandenburg en profite pour aller discuter avec Sophia, qui accepte de renouer avec lui. Ne supportant pas cela, Jimmy s'enfuit avec l'un des prototypes présentés et fonce à travers les rues de Chicago. Ayant assisté à la scène, Joe s'empresse de prendre place dans l'autre monoplace présentée et part à la poursuite de son coéquipier. À l'issue d'une dangereuse course poursuite, Joe parvient à rattraper Jimmy. Après un début de conversation houleux, le vétéran offre à son jeune coéquipier son premier trophée et lui révèle qu'il ne suffit pas d'être talentueux pour gagner, il faut aussi avoir un état d'esprit de vainqueur.
Jimmy se prépare donc uniquement avec Joe en vue du Grand Prix d'Allemagne, où son rival évolue à domicile. Mais l'épreuve se déroule sous une pluie battante, et Joe est écarté par Carl, qui redonne à Memo sa place de pilote titulaire pour la course. Celui-ci reçoit la consigne de couvrir Jimmy afin de le protéger d'autres pilotes qui pourraient s'intercaler entre lui et Brandenburg à l'avant de la course. Mais Memo entend prouver que sa place est sur la piste. Alors que Brandenburg et Jimmy se disputent âprement la tête de la course dans des conditions dangereuses, Memo attaque son coéquipier et leurs monoplaces finissent par se toucher. La voiture de Memo Moreno s'envole dans les airs, prend feu et atterrit dans un étang. Le malheureux pilote est coincé sous l'eau et le carburant fuyant de sa monoplace risque de provoquer son explosion. Jimmy fait aussitôt demi-tour pour aller secourir son coéquipier, bientôt rejoint par Brandenburg. Leur intervention commune sauve Memo, gravement blessé, d'une mort certaine, mais Jimmy s'est blessé au pied droit pendant le sauvetage. Si cette action a permis de redorer son image, y compris aux yeux de Brandenburg, sa saison semble terminée et l'Allemand parait sacré champion avant la fin du championnat. De plus, Carl Henry annonce à Joe son intention de limoger Jimmy et de le remplacer par Brandenburg pour la saison suivante. Ce transfert, qui ruinerait la carrière de Jimmy, est négocié à son insu par son frère Demille, qui lui reproche de l'avoir laissé tomber malgré tous les sacrifices qu'il a fait pour sa carrière.
C'est l'heure de l'épreuve finale de la saison, à Detroit, sur le circuit urbain de Belle Isle. Memo étant hospitalisé, Joe redevient titulaire au Pacwest Racing. Jimmy, toujours blessé et presque résigné après la trahison de Demille, décide pourtant de participer à la course. Avant de l'autoriser à courir, Carl le soumet à deux épreuves qu'il réussit avec le soutien de ses partenaires de l'équipe. Mais n'ayant pas participé aux qualifications, le jeune pilote est contraint de partir en dernière position tandis que Brandenburg a signé la pole position. La seule chance de Jimmy pour être sacré est de remonter et de gagner la course. Après le départ, l'Allemand mène tandis que Joe, aileron avant endommagé après avoir échappé à un carambolage, doit repasser par les stands pendant la neutralisation de la course et repart dernier, juste derrière Jimmy. Les deux pilotes entament ensemble une remontée spectaculaire et reviennent aux deuxième et troisième positions derrière Brandenburg. À 10 tours de l'arrivée, Jimmy s'empare de la tête et semble parti pour s'imposer et remporter le titre. Mais ses vieux démons ressurgissent alors et, à 4 tours du drapeau à damiers, Brandenburg le repasse. Joe passe à l'attaque : dans le dernier tour, il dépasse Jimmy, puis Brandenburg, mais endommage sa suspension sur un vibreur. Sa manœuvre permet à Jimmy de revenir au niveau de Brandenburg. Les deux pilotes vont s'expliquer dans un sprint final jusqu'à la ligne d'arrivée que Jimmy franchit en premier, d'un souffle. Cette victoire lui permet d'être sacré champion CART. Son triomphe est applaudi et célébré sur le podium avec Brandenburg et Joe, qui a réussi à terminer troisième malgré sa monoplace endommagée.

## Fiche technique
Sauf indication contraire, les informations mentionnées dans cette section peuvent être confirmées par la base de données cinématographiques IMDb,  présente dans la section « Liens externes ».
- Titre original et français : Driven
- Titre québécois : À toute vitesse
- Titre de travail : Champs[1]
- Réalisation : Renny Harlin
- Scénario : Sylvester Stallone, d'après une histoire de Jan Skrentny et Neal Tabachnick
- Musique : BT, musiques additionnelles : Rob Dougan et Diane Warren
- Photographie : Mauro Fiore et Maurice K. McGuire
- Montage : Steve Gilson et Stuart Levy
- Décors : Charles Wood
- Costumes : Mary E. McLeod
- Production : Renny Harlin, Elie Samaha, Sylvester Stallone, Rebecca Spikings, Tracee Stanley, Don Carmody, Kevin King et Andrew Stevens
- Sociétés de production : Franchise Pictures, Epsilon Motion Pictures, Trackform Film Productions, Champs Productions et Mel's Cite du Cinema
- Société de distribution : Warner Bros. (États-Unis, France)
- Budget : 94 millions de dollars[2].
- Langues originales : anglais, allemand et espagnol
- Pays d'origine : États-Unis, Canada et Australie
- Format : Couleurs - 2,35:1 - DTS / Dolby Digital / SDDS - 35 mm
- Genre : drame sportif
- Durée : 116 minutes
- Dates de sortie : 16 avril 2001 (première, États-Unis), 27 avril 2001 (États-Unis), 11 juillet 2001 (Belgique, France)

## Distribution
| - Sylvester Stallone (V. F. : Richard Darbois ; V. Q. : Pierre Chagnon) : Joseph « Joe » Tanto, ancien pilote vedette de l'écurie Pacwest Racing - Til Schweiger (V. F. : Cédric Dumond ; V. Q. : Patrice Dubois) : Beau Brandenburg, pilote de l'écurie Chip Ganassi Racing, champion en titre - Kip Pardue (V. F. : Denis Laustriat ; V. Q. : Martin Watier) : Jimmy Bly, pilote prometteur de l'écurie Pacwest Racing - Robert Sean Leonard (V. F. : Maurice Decoster ; V. Q. : Daniel Picard) : Demille Bly, frère ainé et manager de Jimmy - Burt Reynolds (V. F. : Marc Cassot ; V. Q. : Mario Desmarais) : Carl Henry, patron de l'écurie Pacwest Racing, ami de Joe - Estella Warren (V. F. : Valérie Siclay ; V. Q. : Camille Cyr-Desmarais) : Sophia Simone, fiancée de Beau, puis compagne de Jimmy - Stacy Edwards (V. F. : Isabelle Langlois ; V. Q. : Julie Burroughs) : Lucretia Clan, journaliste effectuant un reportage sur l'écurie Pacwest Racing, puis compagne de Joe - Cristián de la Fuente (V. Q. : Jacques Lussier) : Memo Moreno, coéquipier de Jimmy - Gina Gershon (V. F. : Micky Sebastian ; V. Q. : Hélène Mondoux) : Cathy Heguy, épouse de Memo, ex-compagne de Joe - Brent Briscoe (V. F. : Patrick Préjean) : Crusher - Verona Feldbusch : Nina - Jasmin Wagner : Ingrid - Alison Armitage : la petite-amie (non créditée) | Caméos - Jean Alesi : lui-même - Jacques Villeneuve : lui-même - Juan Pablo Montoya : lui-même - Adrian Fernandez : lui-même - Mark Blundell : lui-même - Roberto Moreno : lui-même - Kenny Bräck : lui-même - Tony Kanaan : lui-même - Maurício Gugelmin : lui-même - Max Papis : lui-même - Renny Harlin : un pilote remplaçant |

## Production

### Genèse et développement
Sylvester Stallone découvre l'univers de la compétition automobile dès les années 1990 alors qu'il tourne Judge Dredd en Europe. Il décide d'en faire une intrigue. Son idée initiale est de faire un film sur la  Formule 1, après avoir assisté au Grand Prix automobile d'Italie 1997. Il évoque un temps l'idée de faire un film biographique sur Ayrton Senna. Sylvester Stallone passe à cette époque beaucoup de temps sur les circuits, nouant des contacts avec Bernie Ecclestone (le grand argentier de la F1, dont l'accord est indispensable pour utiliser des images de F1) et certains pilotes (notamment Jean Alesi). Mais le projet n'aboutit pas, car Bernie Ecclestone demande un million de $ concernant les droits, mais Sylvester Stallone refusera que l'on dépense une telle somme. Alors Sylvester Stallone utilise alors le Champ Car des États-Unis.
Leonardo DiCaprio est initialement envisagé pour le rôle de Jimmy Bly.

### Tournage
Le tournage se déroule du 6 juillet à octobre 2000. Il a lieu à l'EuroSpeedway Lausitz (Allemagne), Gold Coast (Australie), Hamilton, Montréal (notamment le circuit Gilles-Villeneuve), Toronto, Uxbridge, Vancouver (Canada), Chicago, Détroit, Homestead-Miami Speedway, Long Beach (États-Unis) et Twin Ring Motegi (Japon).
Des caméras révolutionnaires sont utilisés pour des séquences automobiles, notamment des caméras filmant à 300 images par seconde.

## Bande originale
- Good Time, interprété par Leroy
- I'm Not Driving Anymore, interprété par Rob Dougan
- High Roller, interprété par The Crystal Method
- Falling For Me, interprété par Tamara Walker
- Battle Flag (Lo Fidelity Allstars Remix), interprété par Pigeonhed
- Take Me Away From Here, interprété par Tim McGraw
- Poison Well, interprété par Insolence
- For the Love Of Money, interprété par The Rare Blend
- Burn, interprété par Jo Dee Messina
- Mad About You, interprété par Hooverphonic
- Fire, interprété par Ohio Players
- Green Light Girl, interprété par Doyle Bramhall II et Smokestack
- Soon, interprété par LeAnn Rimes
- Gasoline, interprété par MDFMK
- Satellite, interprété par BT
- Hang On, interprété par Hank Williams III
- Breakdown, interprété par Tantric
- Out Of Control, interprété par The Chemical Brothers
- The Best Things, interprété par Filter
- Anyone Else, interprété par Puracane
- Stadium Parking Lot, interprété par Apollo 440
- Give You Back, interprété par Vertical Horizon
- Grey, Black & White, interprété par Grand Theft Audio
- Numb In Both Lips, interprété par Soul Hooligan
- Hey Man Nice Shot, interprété par Filter
- Listen To the Rhythm, interprété par Aphrodite
- Official Chemical, interprété par Dub Pistols
- Mother, interprété par Era
- Follow the Leader, interprété par Eric B. et Rakim
- Right Here, Right Now, interprété par Fatboy Slim
- I Wanna Get Back With You, interprété par Mary Griffin
- Good Time (Driven Remix), interprété par Leroy

## Accueil

### Critique
Le film reçoit des critiques globalement négatives. Sur l'agrégateur américain Rotten Tomatoes, il ne récolte que 14% d'opinions favorables pour 110 critiques et une note moyenne de 3,61⁄10. Sur Metacritic, il obtient une note moyenne de 29⁄100 pour 26 critiques.
En France, le film obtient une note moyenne de 2,5⁄5 sur le site Allociné, qui recense 11 titres de presse.

### Box office
Le film marque un nouvel échec au box-office dans la carrière du réalisateur Renny Harlin. Il ne rapporte que 54 millions de dollars dans le monde, pour un budget de 94 millions de dollars.
| Pays ou région    | Box-office      | Date d'arrêt du box-office | Nombre de semaines |
| ----------------- | --------------- | -------------------------- | ------------------ |
| États-Unis Canada | 32 720 065 $    | 12 juillet 2001            | 11                 |
| France            | 373 473 entrées | -                          | -                  |
| Total mondial     | 54 744 738 $    | -                          | -                  |

## Distinctions
Source : Internet Movie Database

### Récompense
- Razzie Awards 2002 : pire second rôle féminin pour Estella Warren (également pour son rôle dans La Planète des singes)

### Nominations
- The Stinkers Bad Movie Awards 2001 : pire second rôle féminin pour Estella Warren (également pour son rôle dans La Planète des singes), pire acteur pour Sylvester Stallone, pire sens de la direction (« Arrêtez-le avant qu'il réalise encore ») pour Renny Harlin
- Golden Trailer Awards 2002 : meilleure bande annonce d'action
- Razzie Awards 2002 : pire film, pire réalisateur pour Renny Harlin, pire scénario pour Sylvester Stallone, pire second rôle masculin pour Burt Reynolds, pire second rôle masculin pour Sylvester Stallone et pire duo à l'écran pour Burt Reynolds et Sylvester Stallone

## Analyse
- Le personnage de la petite amie Sophia et sa relation avec deux pilotes rappellent l'histoire de Corinna Betsch, qui était en couple avec Heinz-Harald Frentzen avant de se marier avec Michael Schumacher[1].
- Le personnage de Carl Henry (le directeur d'équipe handicapé incarné par Burt Reynolds) est inspiré de Frank Williams, figure du monde de la F1, cloué dans une chaise roulante depuis un accident de la circulation survenu en 1986.
- Le nom du personnage incarné par Cristián de la Fuente, Memo Moreno, est une combinaison du nom de deux véritables pilotes de CART : Memo Gidley et Roberto Moreno[1].
- La fin de course lors de la dernière étape de la saison rappelle celle d'une véritable course de CART ayant eu lieu à Portland en 1997, dans laquelle trois pilotes finissent avec 0,055 secondes d'écart[1].
- L'écurie Motorola PackWest Racing (où pilote Jimmy) utilise dans le film des châssis préparés par Haas F1 Team et des moteurs Mercedes Grand Prix.

## Autour du film

### Adaptation en jeu vidéo
Le jeu vidéo Driven sur PlayStation 2, GameCube et Game Boy Advance, est adapté du film.